# Boris Starling
Boris Starling (ur. 1969 w Londynie) – brytyjski autor powieści kryminalnych i sensacyjnych. Na podstawie jego powieści Mesjasz nakręcono miniserial telewizyjny.

## Powieści
- 1999: Mesjasz'
- 2000: Storm
- 2004: Wódka
- 2006: Visibility